# Europees Schutterstreffen

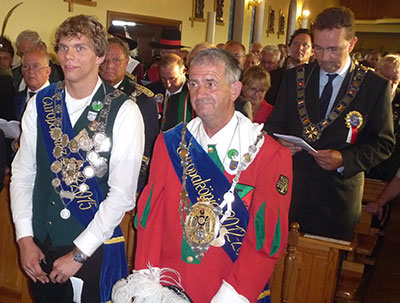
Europees koning (r) en prins (l), EST 2012

Het Europees Schutterstreffen (EST) is een driejaarlijks feest waarbij schutterijen, schutbroederschappen en schuttersgilden uit verschillende landen elkaar ontmoeten. Per keer doen er zo'n 25.000 schutters aan mee, vooral uit Duitsland, maar ook uit Nederland, België, Polen en in mindere mate uit andere Europese landen.

## E.G.S.

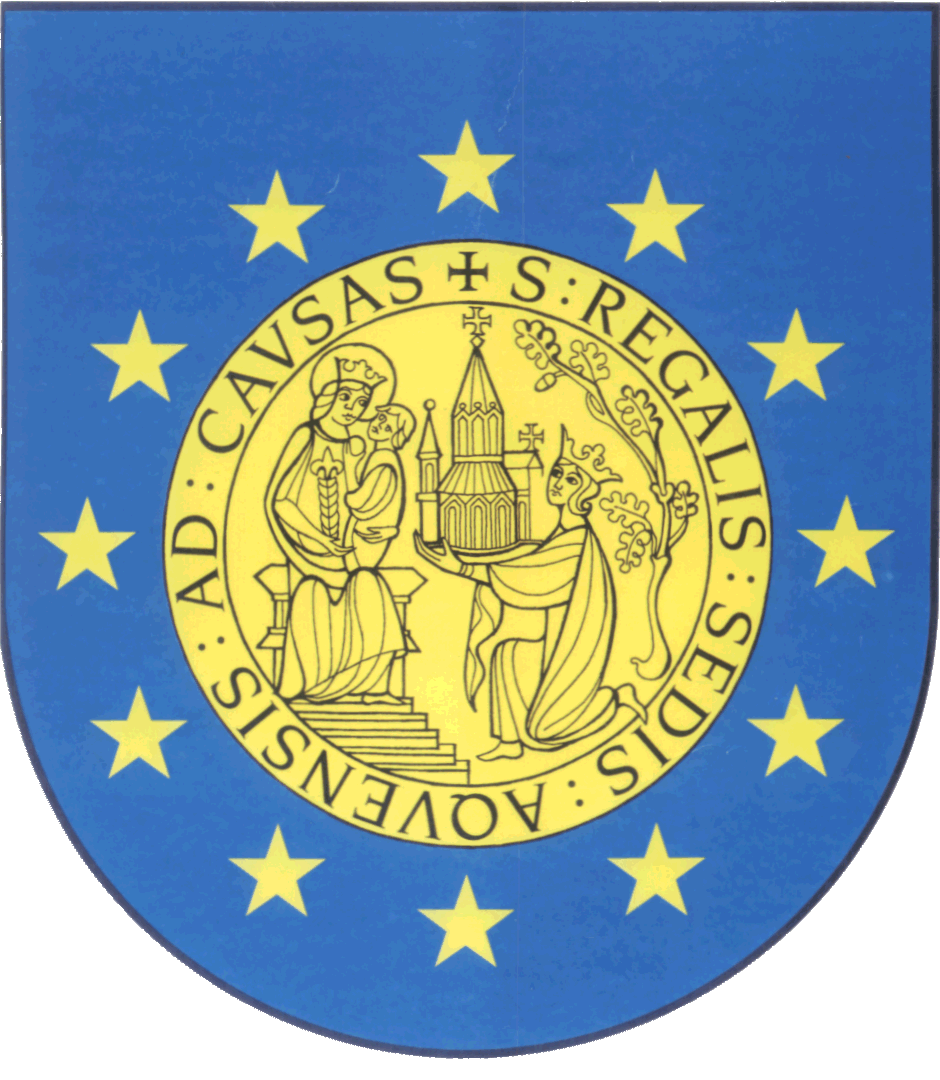
Wapen van de E.G.S.

In 1955 is de Europese Gemeenschap van historische Schuttersgilden (E.G.S.) opgericht. Op de dag van vandaag zijn bijna 1 miljoen schutters en hun gezinnen in ongeveer 2.800 broederschappen, gilden, schutterijen en verenigingen in de E.G.S. verenigd. Prins Albert-Henri de Merode is president van de E.G.S. en aartshertog Karl von Habsburg-Lotharingen is beschermheer van de E.G.S. In 2024 droeg prins Charles-Louis de Merode na 18 jaar het presidentschap over aan zijn zoon.

### Orde van de H. Sebastianus van Europa
De E.G.S. kent vanaf 1985 een eigen ridderorde: de Orde van de Heilige Sebastianus van Europa. De heilige Sebastianus is schutspatroon van alle schutters en veel gilden dragen dan ook zijn naam. De eerste grootmeester van de orde was Otto van Habsburg-Lotharingen en de functie werd daarmee verbonden aan het Huis Habsburg-Lotharingen. In augustus 2008 droeg hij deze functie over aan zijn zoon Karl von Habsburg-Lotharingen. Het devies van de orde luidt: PRO DEO – PRO EUROPAE CHRISTIANAE UNITATE – PRO VITA (voor God – voor een verenigd, Christelijk Europa – voor het leven).

### Vijf regio's

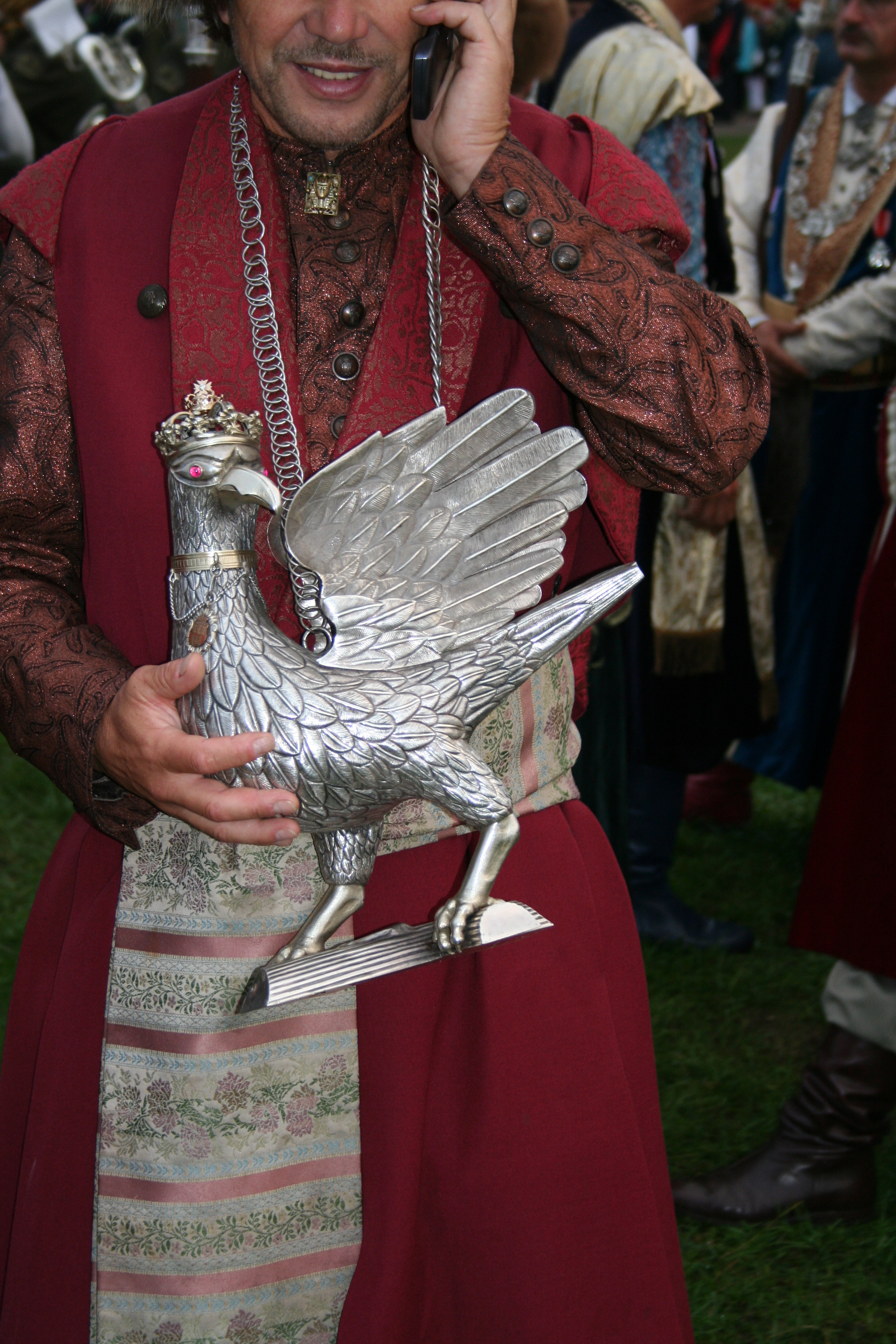
Poolse schutterskoning met zilveren koningsvogel, tijdens het EST in 2006.

De organisatie van het Schutterstreffen wordt door de E.G.S. toegewezen aan één schutterij, broederschap of gilde of aan een groep schutterijen en/of broederschappen en/of gilden samen, bijvoorbeeld van één gemeente. De schutterijen en gilden zijn ingedeeld in vijf regio's, waartussen het EST steeds rouleert. Het eerste Europees Schutterstreffen vond plaats in Aken in 1975. Sindsdien vindt elke twee à drie jaren het Europees Schutterstreffen plaats in een van de ondertussen vijf regio’s.
Deze vijf regio’s zijn:
- Regio 1: "Duitsland" (ten noorden van de Main), met 1.927 aangesloten schutterijen.
- Regio 2: "Zuid-Europa" (Zuid-Duitsland, Zwitserland, Oostenrijk en Italië), met 13 aangesloten schutterijen.
- Regio 3: "Noordwest-Europa" (Nederland, Groot-Brittannië en Scandinavië), met 450 aangesloten schutterijen.
- Regio 4: "Zuidwest-Europa" (België, Frankrijk, Portugal en Spanje), met 183 aangesloten schutterijen.
- Regio 5: "Oost-Europa" (Polen, Kroatië, Tsjechië en Oekraïne), met 129 aangesloten schutterijen.

## Edities
De roulatie die zou moeten plaatsvinden tussen de regio's, wordt niet elke keer gehandhaafd. Regio 5 (Oost-Europa) is pas na de val van de Muur toegetreden en organiseerde in 1998 voor het eerst het EST in Krakau. Regio 2 (Zuid-Europa) heeft pas in 2003 voor het eerst georganiseerd: in Vöcklabruck. Eigenlijk had na regio 1 in 2015, regio 2 moeten organiseren, maar deze heeft zich wederom teruggetrokken, zodat in 2018 het EST weer in Nederland plaatsvond en Oostenrijk in 2024 aan het eind van deze cyclus aan de beurt kwam. Binnen regio 3 (Nederland) wordt steeds gerouleerd tussen de Limburgse, Brabantse en Gelderse Schuttersfederatie.

### Organisatoren en koningen

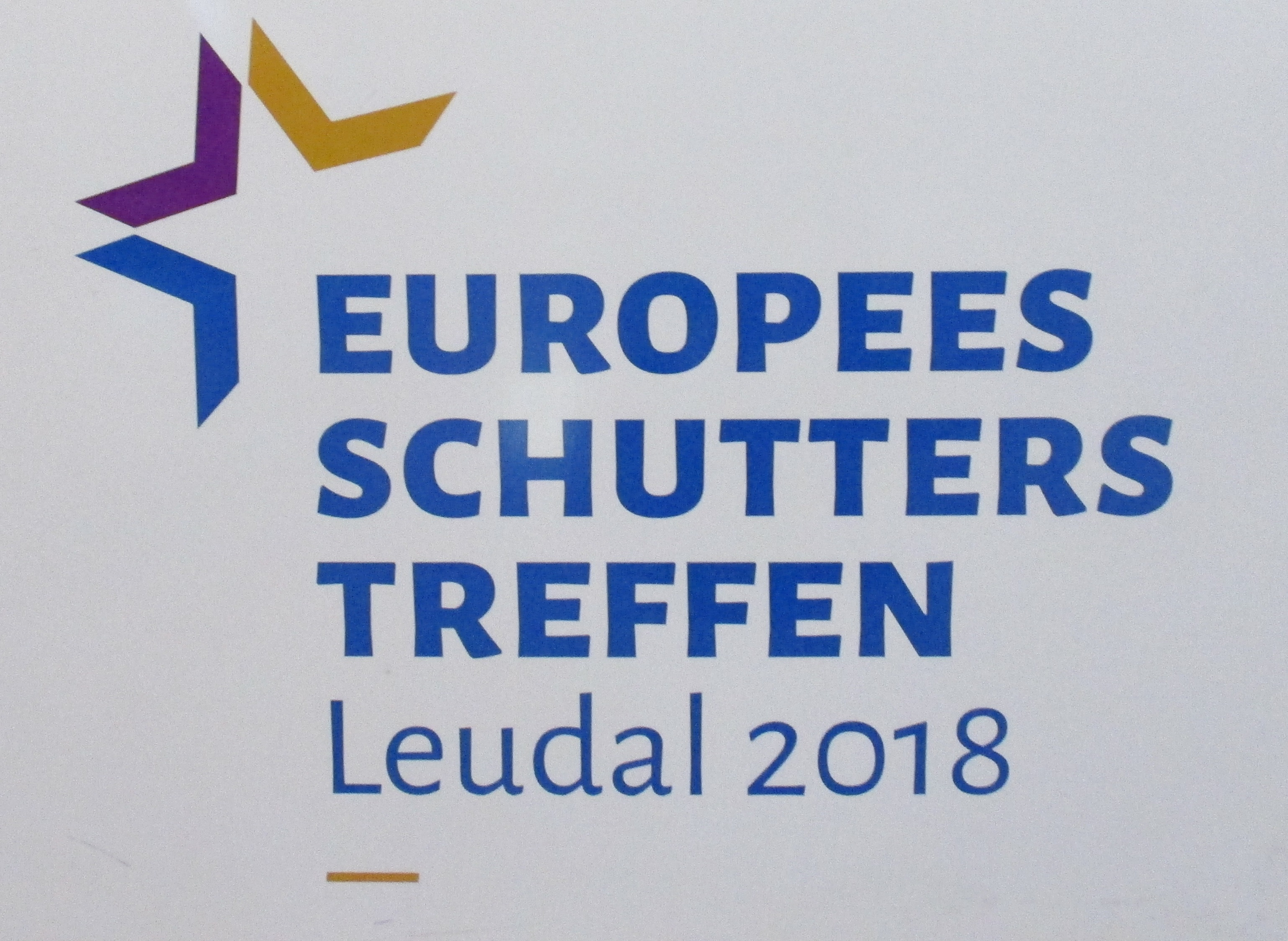
Logo van het EST 2018 in Leudal.

In onderstaande tabel staan de organisatoren van het EST en de naam en woonplaats van de Europees koning van dat feest. Vanaf 2003 is er ook een Europees prins.
| Jaar | Plaats       | Land           | Regio   |                      | Europees koning | Plaats              | Europees prins | Plaats |
| ---- | ------------ | -------------- | ------- | -------------------- | --------------- | ------------------- | -------------- | ------ |
| 1975 | Aken         | West-Duitsland | Regio 1 | Otto Heckers         | Wallerode       |                     |                |        |
| 1977 | Nijmegen     | Nederland      | Regio 3 | J.M. Janssens        | Kleine-Brogel   |                     |                |        |
| 1979 | Peer         | België         | Regio 4 | Gunter Halfmann      | Duisburg        |                     |                |        |
| 1981 | Koblenz      | West-Duitsland | Regio 1 | Wilhelm den Held     | Gulpen          |                     |                |        |
| 1982 | Eindhoven    | Nederland      | Regio 3 | Hugo Steyls          | Winterslag      |                     |                |        |
| 1985 | Eupen        | België         | Regio 4 | Gregor Hoffmann      | Meyerode        |                     |                |        |
| 1987 | Lippstadt    | West-Duitsland | Regio 1 | Host Walter          | Rixbeck         |                     |                |        |
| 1989 | Valkenburg   | Nederland      | Regio 3 | Hubert Pflaum        | Peine           |                     |                |        |
| 1992 | Genk         | België         | Regio 4 | Uwe Iserhardt        | Leubsdorf       |                     |                |        |
| 1994 | Medebach     | West-Duitsland | Regio 1 | Heinz Meier          | Rath/Heumar     |                     |                |        |
| 1996 | Haaksbergen  | Nederland      | Regio 3 | Wilfried Stammermann | Markhausen      |                     |                |        |
| 1998 | Krakau       | Polen          | Regio 5 | Willi Lienen         | Nettetal        |                     |                |        |
| 2000 | Garrel       | Duitsland      | Regio 1 | Harry Ketels         | Didam           |                     |                |        |
| 2003 | Vöcklabruck  | Oostenrijk     | Regio 2 | Roman Rybacki        | Rawicz          | Harm Loeters        | Oud-Dijk       |        |
| 2006 | Bernheze     | Nederland      | Regio 3 | Tadeusz Zyla         | Pszczyna        | Christoph Müller    | Reichshof      |        |
| 2009 | Molenbeersel | België         | Regio 4 | Mario Geißler        | Leutesdorf      | Sebastian Spille    | Ermke          |        |
| 2012 | Tuchola      | Polen          | Regio 5 | Toon Weijtmanns      | Udenhout        | Bram van Bergen     | Oss            |        |
| 2015 | Peine        | Duitsland      | Regio 1 | Josef Lohninger      | Vöcklamarkt     | Dirk Mikolajcz      | Hüsten         |        |
| 2018 | Leudal       | Nederland      | Regio 3 | Leo Niessen          | Linne           | Christopher Hofmann | Rheindorf      |        |
| 2022 | Deinze       | België         | Regio 4 | Svenja Reher         | Kinderhaus      | Jannika Klos        | Kerpen         |        |
| 2024 | Mondsee      | Oostenrijk     | Regio 2 | Jozef Karol          | Racibórz        | Maksymilian Kuropka | Poniec         |        |
| 2027 | Karlovac     | Kroatië        | Regio 5 |                      |                 |                     |                |        |
| 2030 | Dormagen     | Duitsland      | Regio 1 |                      |                 |                     |                |        |
| 2033 | (Gelderland) | Nederland      | Regio 3 |                      |                 |                     |                |        |

### EST 2003
Tijdens het EST 2003 in Vöcklabruck werd de Pool Roman Rybacki Europees koning. Hij verongelukte echter veertien dagen na zijn kroning, nota bene toen hij zijn zilveren koningsschild ging ophalen bij de zilversmid.

### EST 2006
In 2006 werd het EST georganiseerd door de gilden Sint Antonius Abt uit Vorstenbosch, Sint Catharina uit Nistelrode, Sint Willebrordus uit Heeswijk en Sint Barbara uit Dinther. Het feest vond plaats in Heeswijk-Dinther in de gemeente Bernheze, Noord-Brabant. Zo'n 15.000 deelnemers van 550 schuttersgilden waren aanwezig.

### EST 2009

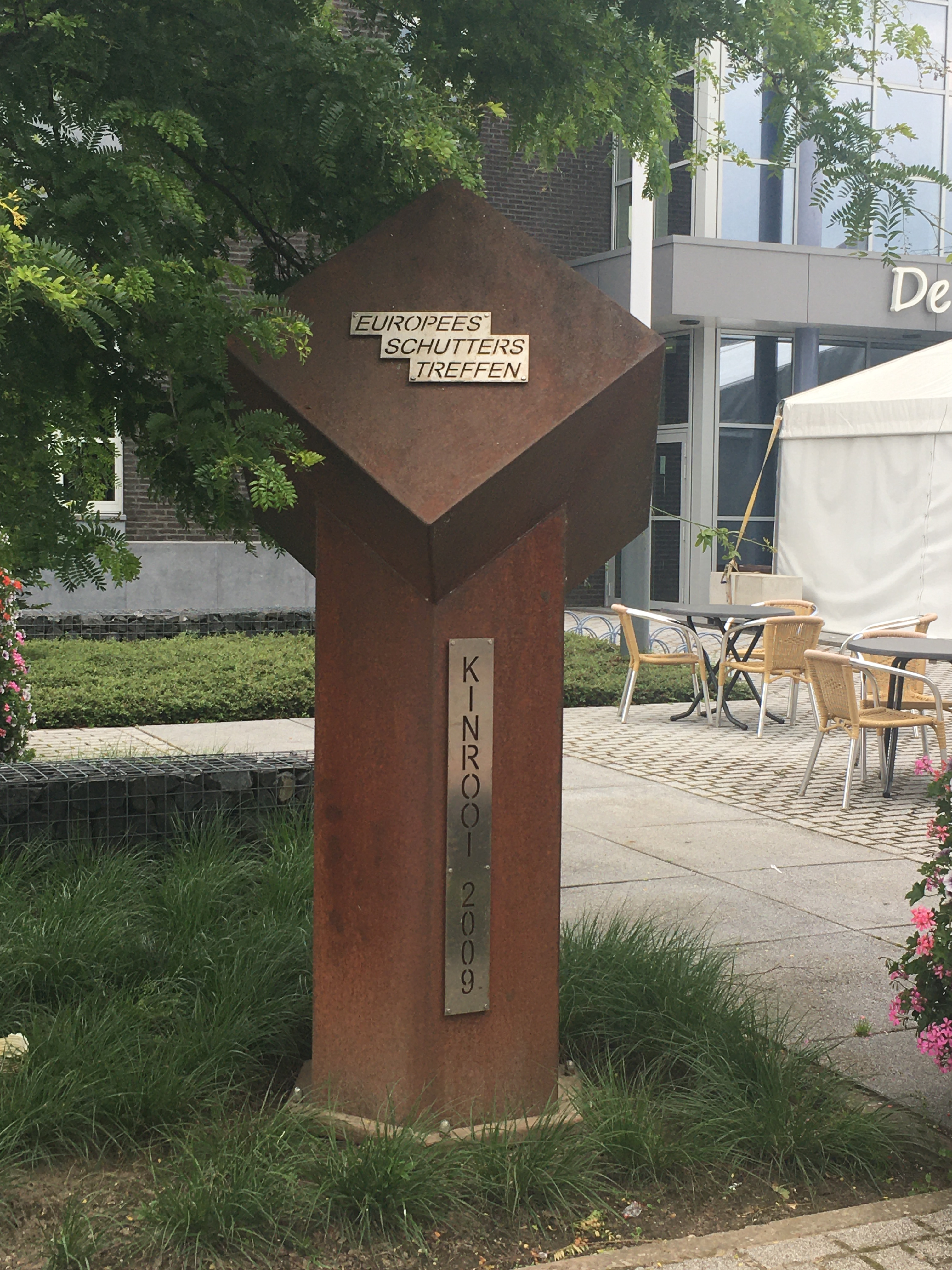
In Molenbeersel staat een monument dat herinnert aan het EST in 2009.

Het EST vond in 2009 plaats in Molenbeersel, in het noordoosten van de Belgische provincie Limburg. De organisatie was in handen van de acht schutterijen van de gemeente Kinrooi. Er namen 550 schuttersgilden uit negen landen deel, waaronder Zweden en Oekraïne, met in totaal 10.000 deelnemers en 30.000 bezoekers.

### EST 2018

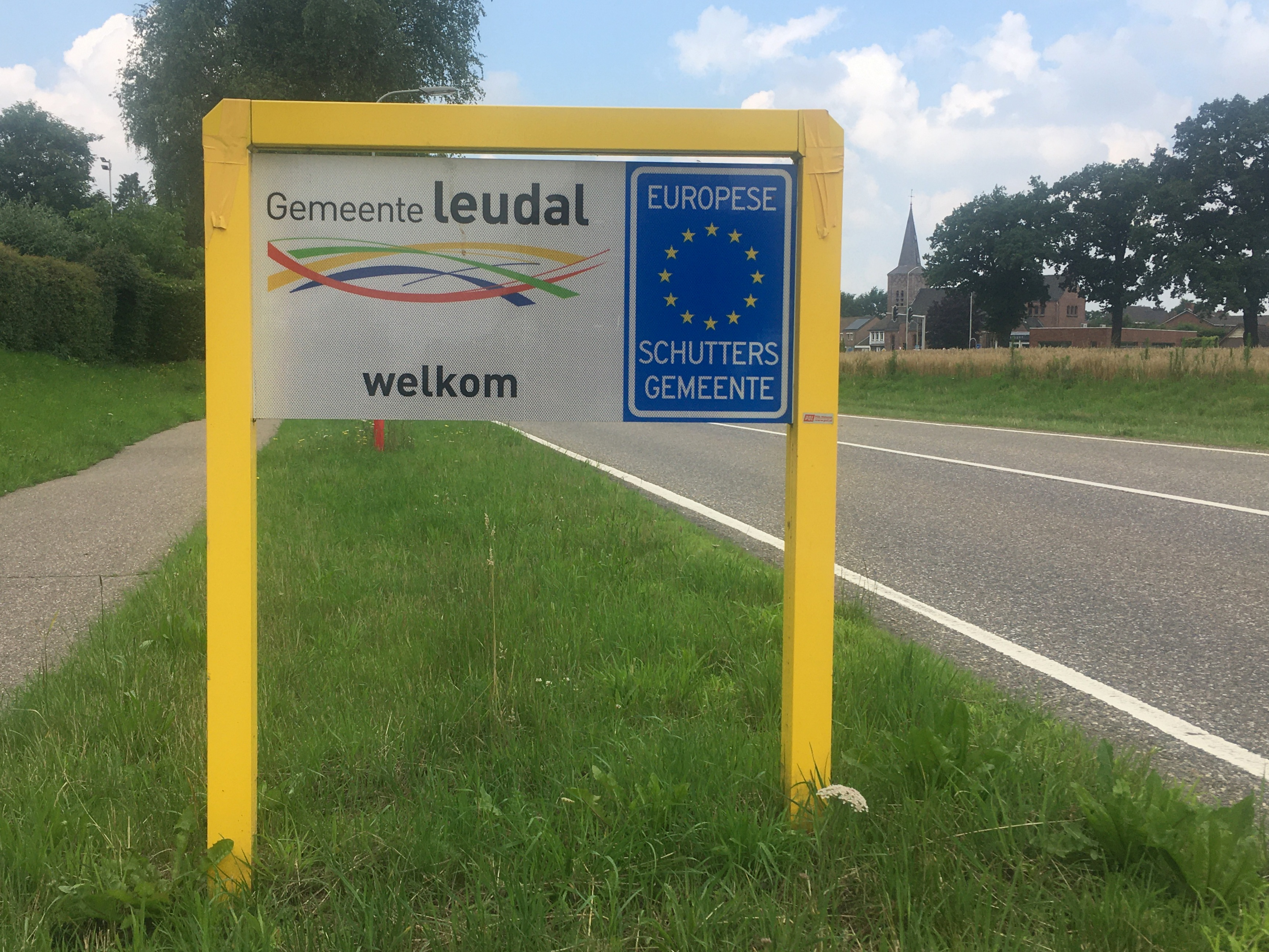
Leudal noemt zich sinds 2018 Europese schuttersgemeente.

In 2012 waren er drie kandidaten voor de organisatie in 2018: Schinveld, Eijsden-Margraten en Leudal, waarvan de laatste de organisatie toegewezen kreeg. Het EST 2018 werd georganiseerd door vijf schutterijen van de gemeente Leudal: St. Aldegundis uit Buggenum, St. Severinus uit Grathem, St. Martinus uit Horn, St. Sebastianus uit Neer en St. Petrus uit Roggel. Op zaterdag 18 augustus werd Leo Niessen uit het nabije Linne Europees koning. Aan de optocht op zondag 19 augustus namen 483 schuttersgilden deel en er waren zo'n 50.000 bezoekers. De gemeente Leudal noemt zich sindsdien Europese schuttersgemeente.

### EST 2022
Het EST dat in 2021 gepland stond, werd vanwege de coronapandemie verplaatst naar 2022. Voor het eerst in het bestaan van het EST werd een vrouw Europees koning, Svenja Reher uit Kinderhaus bij Münster, en ook de titel van Europees prins ging naar een vrouw: Jannika Klos uit Kerpen. Op zondag 21 augustus namen zo'n 25.000 schutters van 230 schuttersgilden deel aan de optocht door Deinze, met een defilé dat afgenomen werd door o.a. de Belgische premier Alexander De Croo en André Kuper, de Landtagspräsident van Noordrijn-Westfalen. Van de deelnemers kwamen er 37 uit regio 5, vier uit Oostenrijk (regio 2), 67 uit Duitsland (regio 1), 76 uit Nederland (regio 3) en 35 uit België (regio 4). Er namen ook schuttersgilden deel uit Zweden, Frankrijk, Tsjechië en Oekraïne. Vanwege de oorlog in Oekraïne mochten alleen mannen ouder dan 60 jaar het land verlaten. Voor de slachtoffers van deze oorlog werd door de schutterswereld een bedrag van € 500.000,- opgehaald.

### EST 2024
Op zaterdag 31 augustus 2024 namen 267 schutterskoningen en 123 schuttersprinsen deel aan het vogelschieten. Beide titels gingen naar Poolse schutters. Voor het eerst werd een Pool Europees prins. President Charles-Louis de Merode droeg na 18 jaar zijn functie over aan zijn zoon Albert-Henri de Merode. Het evenement trok meer dan 45.000 bezoekers, onder wie bondspresident van Oostenrijk Alexander Van der Bellen, die op zondag 1 september het defilé afnam.

### EST 2027

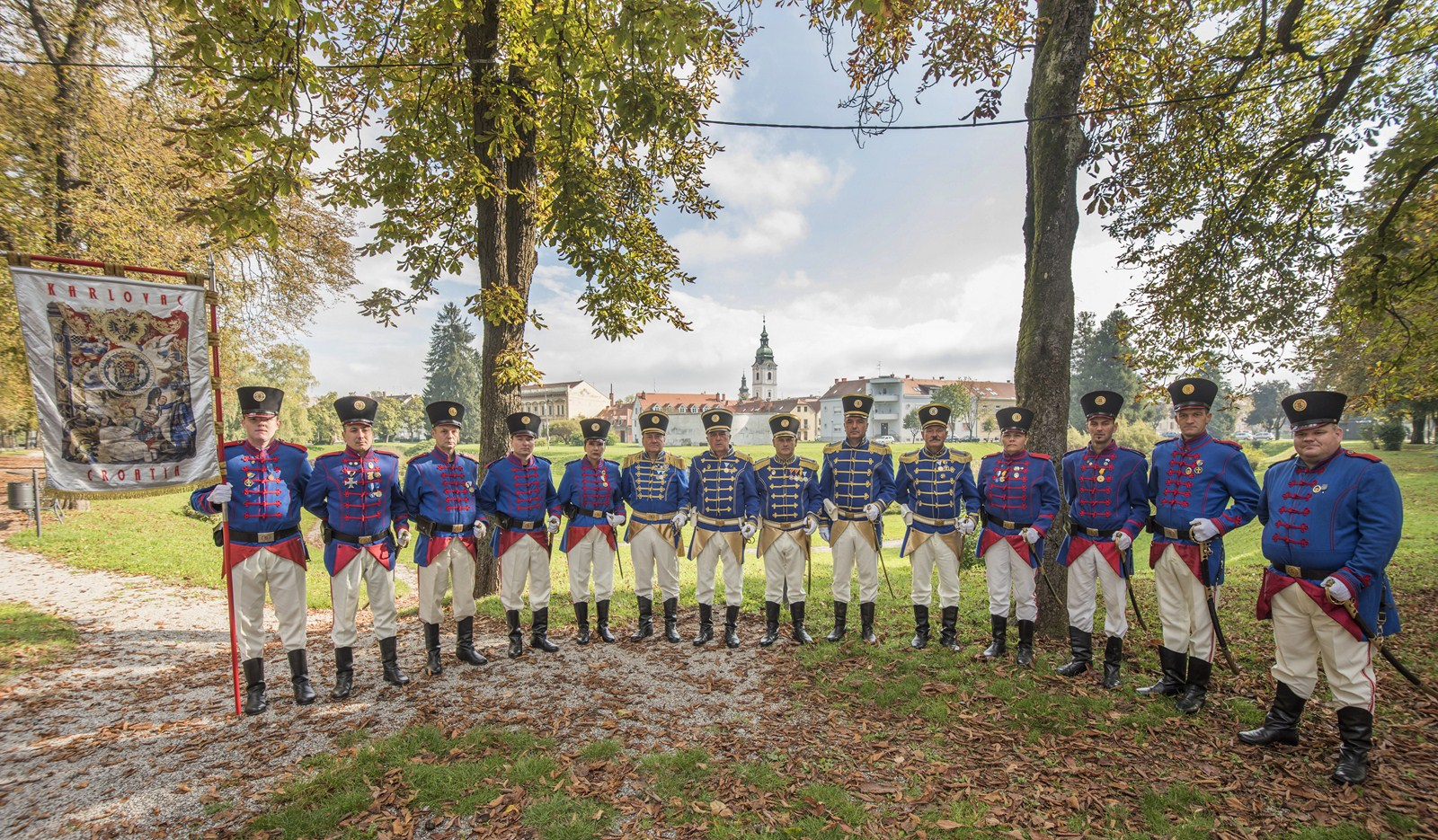
Het schuttersgilde uit Karlovac, Kroatië.

Voor het eerst in de historie zal het EST in Kroatië plaatsvinden (namens regio 5) in de stad Karlovac.

### EST 2030
Voor de editie van 2030 hadden zowel Paderborn als Dormagen zich kandidaat gesteld. In april 2024 werd beslist dat de voorkeur ging naar Dormagen, een gemeente gelegen tussen Keulen en Düsseldorf.

### EST 2033
In 2033 is Nederland namens regio 3 weer aan de beurt. Het EST zal gehouden worden in Gelderland, nadat Limburg in 2018 en Noord-Brabant in 2006 aan de beurt waren.

## Doelstelling
De Europese Gemeenschap van historische Schuttersgilden zet zich in voor een verenigd, Christelijk Europa met als devies: PRO DEO – PRO EUROPAE CHRISTIANAE UNITATE – PRO VITA (voor God – voor een verenigd, Christelijk Europa – voor het leven). Zich bewust van de geschiedenis van de verschillende deelnemende groeperingen kiezen de schutters en gilden in Europa voor een gezamenlijke weg naar het gemeenschappelijke doel. Door begrip te hebben voor elkaar en oog te hebben voor de onderlinge verschillen in ontwikkeling tussen de veelkleurige tradities van de leden wordt ook een goede band tussen de Europese volkeren verwezenlijkt. Het gebroederlijk samen optrekken versterkt de Europese eenheid en bevordert het vreedzaam samenleven in Europa.
Bij het EST gaat het, naast de strijd om de Europese koningstitel, ook om de persoonlijke ontmoeting van alle Europese schutters. Wedstrijden in het schieten, het trommelen, het vendelen enzovoorts versterken de onderlinge Europese banden en vriendschappen. Ook het samenkomen van de jeugdleden wordt in de EGS bevorderd. Elkaar leren kennen, iets van een ander leren en samen plezier maken staan bij deze grote Europese beweging centraal. Daardoor kunnen de schutters de historische verschillen in ontwikkeling van het Europees schutterswezen leren kennen en begrip leren opbrengen voor de specifieke kenmerken van alle landen.

## Het Feest
Het programma van het feest beslaat drie dagen. Op vrijdag vindt de opening plaats, op zaterdag het Koningsvogelschieten en op de zondag (doorgaans de laatste zondag van augustus) vindt de optocht plaats. Naast dit vaste programma is er ruimte voor randevenementen, zo waren in 2009 verschillende wedstrijden (o.a. muziekkorpsen en vendelen) en waren er tal van demonstraties van schietwedstrijden.

### Vrijdag: Opening
De officiële opening vindt plaats op de vrijdag, voorafgegaand door een H. Mis met investituur. Na het hijsen van de vlaggen van de deelnemende landen, opent de president van de E.G.S. het Europees Schutterstreffen, gevolgd door de herdenking van de overleden Europese koningen. Tot slot wordt ook het Europees volkslied gespeeld.

### Zaterdag: Koning der Koningen
Op de zaterdag strijden alle koningen van deelnemende schutterijen voor de titel Europees Koning (Koning der Koningen). Voor de leeftijd van 16 t/m 25 jaar is er een aparte categorie, zij strijden om de titel Europees Prins. De wedstrijd kent verschillende voorrondes. De winnaars strijden vervolgens tegen elkaar, waardoor er één Europees Koning en één Europees Prins zijn. 's Avonds vindt de Kroningsmis plaats, gevolgd door het Königsbal.

### Zondag: Optocht
Het daadwerkelijke schutterstreffen wordt vooral gekenmerkt door de grote optocht met defilé, waaraan alle aanwezige schutterijen deelnemen. Zij tonen zich in al hun pracht en praal. De meeste aandacht gaat uit naar de koningen en (met name) hun koninginnen. Na de optocht vindt de prijsuitreiking plaats en wordt het feest officieel gesloten met de "Brabantse Opmars" en een "Slangendefilé", waarna de vlag wordt overgedragen aan de volgende organisator.